# Låddepakte

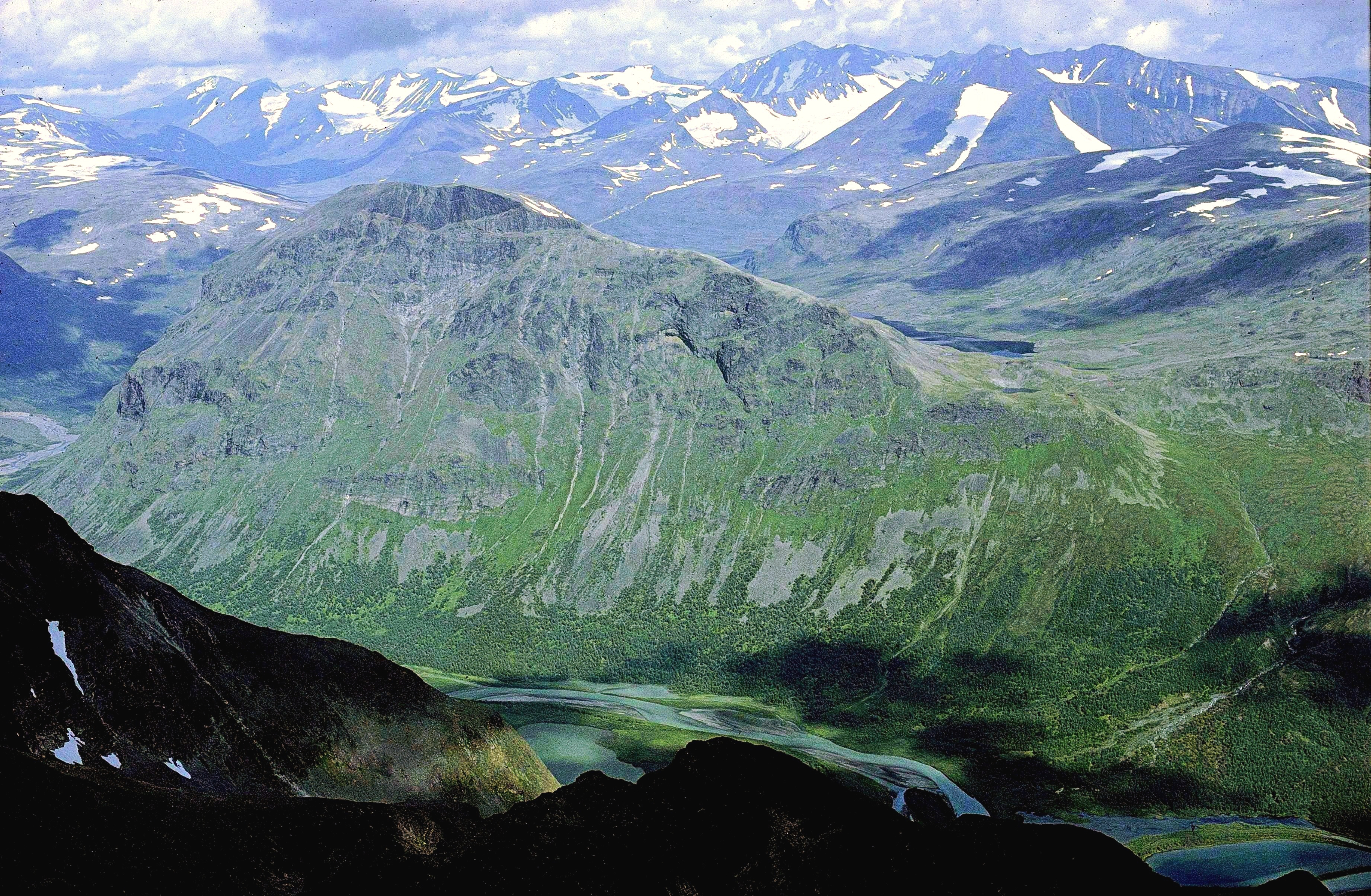
Låddepakte sett från Piellorieppe. Dalgången är Rapadalen

Låddepakte är ett fjäll i Sareks nationalpark beläget där Rapadalen möter Sarvesvagge. 
Höjden över havet är 1537 meter.